# Rudy Balliu
Rudy Balliu (* 3. August 1941 in Gent) ist ein belgischer Jazzmusiker (Klarinette, auch Tenorsaxophon). Er gilt als einer der wichtigsten Vertreter des Dixieland-Jazz in Belgien.

## Leben und Wirken
Balliu begann 1957 Trompete zu spielen. Bis 1960 spielte er mit der Roof Jazzband. Dann gründete er in Ghent seine eigene Band, die Hot Six, aus der im Folgejahr die Cotton City Jazzband wurde, die er auch leitete. 1965 wechselte er zur Klarinette. Mit der Cotton City Jazzband legte er mehrere Alben vor, auch mit Alton Purnell, Emanuel Sayles, Percy Humphrey und Don Ewell. 1971 trat er zudem mit der australischen Yarra Yarra Band auf; außerdem tourte er mit Barry Martyns Revue A Night in New Orleans (1974).
Mit dem Pianisten Walter De Troch und dem Bassisten Paul Gevaert verließ Balliu 1977 die Cotton City Jazzband und gründete das Quintett Society Serenaders sowie das Original Flemish Ragtime Orchestra. Mit den Society Serenaders, die er auch leitete, spielte er elf Alben ein; mit dieser Gruppe trat er wiederum gelegentlich mit amerikanischen Gastmusikern wie Kid Thomas Valentine, Emery Thompson, Freddie Kohlman, Orange Kellin oder Red Richards auf. Später leitete er sein New Orleans Trio (mit dem Gitarristen/Banjospieler Luc van Hoeteghem und dem Bassisten Brian Turnock; gleichnamiges Album 1997). In New Orleans nahm er mit den Down Home Boys von Barry Martyn das Album Rudy Balliu in New Orleans (2000) auf. Er ist auch auf Aufnahmen der  New Black Eagle Jazz Band zu hören.